# Terra incognita

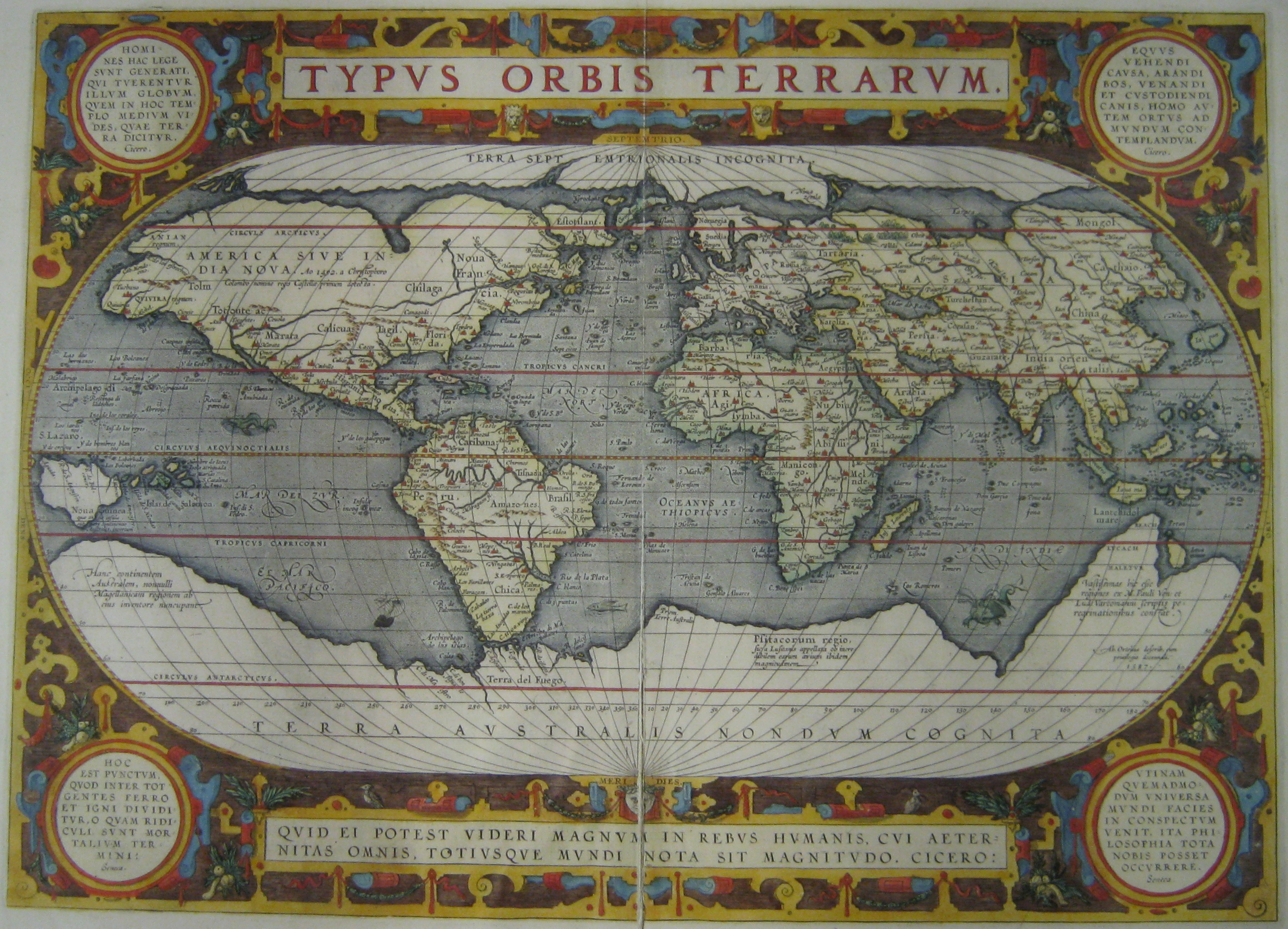
Lumea cunoscută în anul 1595. Zonele necunoscute sunt prezentate în alb și denumite cu termenul „Terra incognita”.

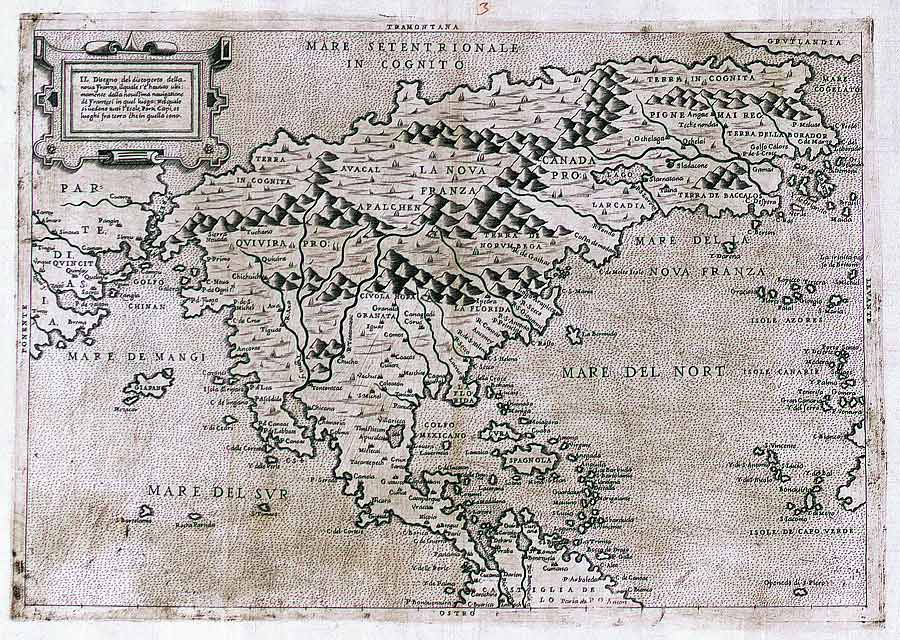
Harta Americii de Nord, din anul 1566, cu Terra Incognita și Mare Incognito („Marea necunoscută”)

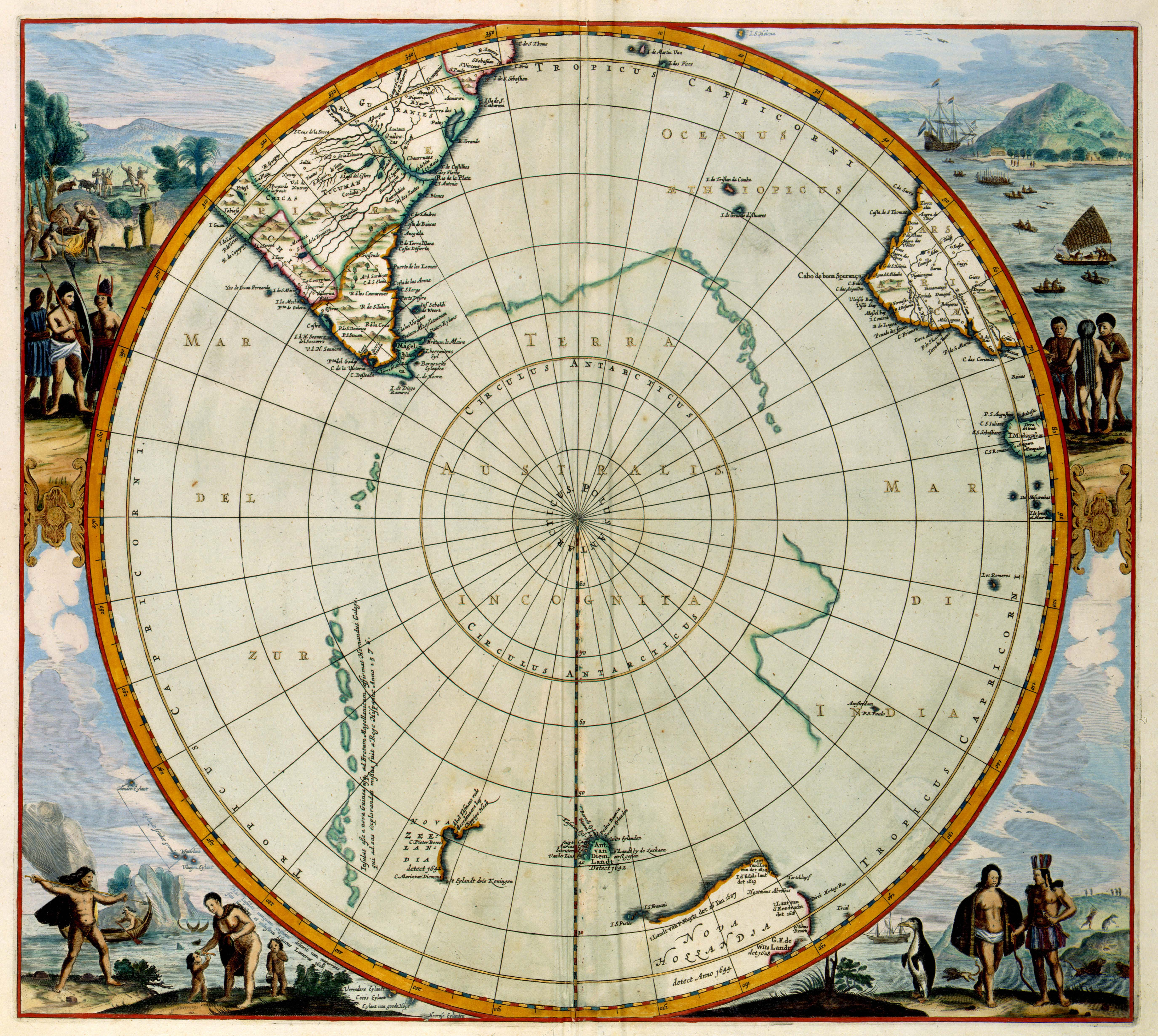
Terra Australis Incognita

Terra incognita (din latină, „pământ necunoscut”) este un termen (istoric) ce desemnează zonele sau ținuturile care la timpul respectiv nu erau cartografiate sau cunoscute.
Termenul mai sus amintit se regăsește pe hărțile vechi ale uscatului sau maritime și se referă la regiunile necunoscute sau presupuse a fi în acele locuri. Multe dintre aceste hărți cu astfel de ținuturi erau împodobite cu desene ce aratau dragoni sau alte creaturi mitice.
Cea mai importantă regiune denumită așa a fost  Terra Australis (incognita), o mare întindere de pământ aflată în emisfera sudică, care în antichitate și evul mediu se credea că este o contrapondere de greutate la continentele din nord.  Continentul Australia a primit acest nume tocmai din această cauză atunci când pe la 1600 a fost descoperit de către europeni. Alte teritorii imaginate s-au dovedit a fi inexistente sau ca făcând parte din Antarctica. 
Clements Markham a denumit în 1883 teritoriile necunoscute ca fiind goluri ale hărții , Sven Hedin traducând prin pete albe în germană.
Odată cu dezvoltarea explorării  și de continua cartografiere a pământului, termenul a pierdut relevanța sa inițială și este folosit în principal doar în sens istoric și figurativ. Cu toate acestea, este trecut cu vederea faptul că și în ziua de azi ,există ținuturi care sunt practic neexplorate.
Într-un sens figurativ, termenul se referă la anumite zone sau sectoare ale realității, de existența cărora se are cunoștință însă în termeni concreți nu se poate defini cu certitudine. În limba germană, de exemplu, se vorbește de un teritoriu (științific) nou.

## Teritorii neexplorate la începutul secolului al XXI-lea
Pe lângă fundurile oceanului care în mare parte nu sunt încă cartografiate sau unele nici măcar explorate (de exemplu, Masivul Tamu situat la est de Japonia, care în 2009 s-a aflat ca fiind cel mai mare vulcan din lume), există următoarele regiuni ale lumii, care în ciuda metodelor moderne de cartografiere prin satelit, sunt încă în mare parte pete albe pe hartă:
- masa de pământ de sub calota glaciară din Antarctica și Groenlanda
- câțiva dintre munții Tepui din Venezuela
- anumiți munți cu peste 6000 de metri altitudine aflați în Tibetul estic din Himalaya
- Wachankorridor în munții Pamir din Afganistan
- unele regiuni din Sahara
- pădurile tropicale izolate din bazinul Amazonului
- Ținuturi din Anzii Cordilieri
- Munții din  Papua Noua Guinee

Exemple de descoperiri/explorari după anul 2000
- Marea Hodgson (Antarctica, 2000)
- Sistemul De Peșteri Muchimuk (Venezuela, 2002)
- Cascada Gocta (Peru, 2002)
- Cañón de Somoto (Nicaragua, 2004)
- Platou Stâncos  Erdi-Ma  (Ciad, 2005)
- Peștera Sơn-Đoòng  (Vietnam, 2009)